# James Pantemis
James Pantemis, né le 21 février 1997 à Montréal, est un joueur canadien de soccer. Il évolue au poste de gardien de but aux Timbers de Portland.

## Biographie

### Carrière en club

#### Débuts et formation
James Pantemis est né à Montréal. Il commence à jouer au soccer à l'AS Pierrefonds, puis au CS Lakeshore,. Il rejoint l'académie de l'Impact de Montréal en 2014,.

#### CF Montréal
James Pantemis est formé par l'Impact de Montréal, où il commence sa carrière professionnelle, après être passé par l'équipe réserve,. Troisième ou quatrième dans la hiérarchie des gardiens en 2018 et 2019. Il joue néanmoins son premier match avec l'équipe première du club le 24 juillet 2019 face à York9 FC en Championnat canadien,. En fin de saison 2019, il profite de la longue saison morte hivernale pour s'entraîner pour une troisième fois (après 2017 et 2018) avec le club de Serie A du Bologna FC, formation dont est propriétaire Joey Saputo, également à la tête de l'Impact,.
En 2020, alors qu'il est barré par la concurrence d'Evan Bush et de Clément Diop qui se disputent le rôle de numéro 1, il est prêté au Valour FC en Première ligue canadienne pour gagner en expérience,, avant de revenir avec l'espoir de jouer les premiers rôles avec l'Impact de Montréal. À son retour au Québec, après sept rencontres jouées avec l'équipe de Winnipeg, il remplace brusquement Clément Diop lorsque ce dernier doit partir pour la France plusieurs jours pour des raisons personnelles. Il saisit alors cette opportunité et joue alors trois rencontres durant la deuxième quinzaine d'octobre 2020,.
Sa progression remarquée incite les dirigeants montréalais a lui offrir un nouveau contrat de deux ans, avec une année d'option pour le club, en janvier 2021,. S'il entame la saison 2021 dans le rôle de doublure de Clément Diop, Pantemis devient titulaire dès la fin juin lorsque son coéquipier se blesse face à D.C. United le 23 juin 2021. Profitant de l'absence de l'international sénégalais, le natif de Montréal enchaîne les rencontres au cours de l'été et s'impose dans les buts. Ce bouleversement dans la hiérarchie des gardiens mène vers la sortie Clément Diop qui résilie son contrat à l'amiable et laisse à Pantemis le poste convoité. Néanmoins, sa belle série est interrompue abruptement lorsqu'il contracte la Covid-19 et cède sa place à Sebastian Breza (en), sa nouvelle doublure, pour trois rencontres. Malgré son retour du protocole Covid, Pantemis est sur le banc des remplaçants au cours de deux rencontres fin août alors que Breza semble menacer son nouveau statut de titulaire. Pour autant, l'entraîneur Wilfried Nancy assure que Pantemis demeure en haut dans la hiérarchie lorsqu'il le ramène au jeu face à Nashville le 11 septembre et dans les semaines qui suivent.
Au démarrage de la saison 2022, le poste semble pour autant de nouveau à prendre entre Pantemis et Breza qui est toujours en prêt de Bologne,. Bien que ses performances soient parfois contestées au cours du début d'année, c'est Breza qui ravit le statut de titulaire dans les premiers mois. Ne connaissant des minutes qu'en championnat canadien, Pantemis demeure remplaçant jusqu'à une défaite cinglante à domicile face à la lanterne rouge de la ligue, le Sporting de Kansas City le 9 juillet 2022 qui coûte le rôle à Breza. Jusqu'au terme de la saison, James Pantemis garde alors les buts du CF Montréal malgré une légère rotation de Wilfried Nancy pour les matchs de milieu de semaine. En séries éliminatoires, Pantemis est titularisé et ne peut éviter l'élimination des siens en demi-finale de conférence face au New York City FC. Quelques semaines plus tard, le 14 novembre, alors qu'il vient d'apprendre sa sélection pour la Coupe du monde 2022 avec le Canada, le club annonce qu'il n'exerce pas l'option à son contrat,. Cette manœuvre est par la suite justifiée comme une manière de négocier un nouveau contrat pour s'assurer les services du gardien québécois sur plusieurs années, au lieu de la simple année en option. Ainsi, il signe une nouvelle entente avec Montréal d'un an avec deux saisons en option le 16 décembre 2022.

### Carrière en sélection
Le 18 août 2017, James Pantemis est convoqué pour la première fois avec l'équipe nationale du Canada. Il est ensuite appelé régulièrement avec la sélection, sans toutefois faire ses débuts en match officiel,,.
Le 2 novembre 2022, il est convoqué pour un camp d’entraînement à Bahreïn, qui comprend notamment un match contre le Bahreïn. Ce camp regroupe surtout des joueurs dont la saison en MLS est terminée. Il n'entre toutefois pas en jeu lors de cette rencontre,. Le 13 novembre suivant, il fait partie des vingt-trois joueurs canadiens sélectionnés par John Herdman pour disputer la Coupe du monde 2022,. Il est sélectionné, en remplacement de Maxime Crépeau blessé lors de la finale de la Coupe MLS,. Il est le troisième gardien derrière Milan Borjan et Dayne St. Clair,.

## Statistiques
| Saison                | Club                  | Championnat           | Championnat | Championnat | Coupe(s) nationale(s) | Coupe(s) nationale(s) | Compétition(s) continentale(s) | Compétition(s) continentale(s) | Compétition(s) continentale(s) | Séries | Séries | Total | Total |
| Saison                | Club                  | Division              | M.          | B.          | M.                    | B.                    | Comp.                          | M.                             | B.                             | M.     | B.     | M.    | B.    |
| 2016                  | FC Montréal           | USL                   | 2           | 0           | -                     | -                     | -                              | -                              | -                              | -      | -      | 2     | 0     |
| 2018                  | Impact de Montréal    | MLS                   | 0           | 0           | 0                     | 0                     | -                              | -                              | -                              | -      | -      | 0     | 0     |
| 2019                  | Impact de Montréal    | MLS                   | -           | -           | 2                     | 0                     | -                              | -                              | -                              | -      | -      | 2     | 0     |
| 2020                  | Impact de Montréal    | MLS                   | 3           | 0           | -                     | -                     | LCC                            | 0                              | 0                              | 0      | 0      | 3     | 0     |
| 2021                  | CF Montréal           | MLS                   | 18          | 0           | 0                     | 0                     | -                              | -                              | -                              | -      | -      | 18    | 0     |
| 2022                  | CF Montréal           | MLS                   | 11          | 0           | 2                     | 0                     | LCC                            | 0                              | 0                              | 2      | 0      | 15    | 0     |
| 2023                  | CF Montréal           | MLS                   | 0           | 0           | 0                     | 0                     | -                              | -                              | -                              | -      | -      | 0     | 0     |
| Sous-total            | Sous-total            | Sous-total            | 32          | 0           | 4                     | 0                     | -                              | 0                              | 0                              | 2      | 0      | 38    | 0     |
| 2020                  | Valour FC (prêt)      | PLCan                 | 7           | 0           | -                     | -                     | -                              | -                              | -                              | -      | -      | 7     | 0     |
| Total sur la carrière | Total sur la carrière | Total sur la carrière | 41          | 0           | 4                     | 0                     | -                              | 0                              | 0                              | 2      | 0      | 47    | 0     |